# Mollie Robertson
Mollie Robertson, nacida como Clarice Mary Hobson (n. Stockport, Inglaterra, el 28 de septiembre de 1907), fue una escritora inglesa que publicó The Sand, The Wind and the Sierras - Days in Patagonia, de carácter autobiográfico, en 1964 en Londres, con ilustraciones de Maurice Wilson.

## Biografía y obra
The Sand... relata la infancia entre los 8 y los 15 años, a fines de la Primera Guerra Mundial en las estancias Talcahuala y Huanuluan, de la Patagonia argentina, constituyendo un testimonio único de la vida en ese tiempo y en esos lugares. 
En el libro relata que la vida era dura, el clima extremo y la comida tenía poca variación; pero su interés se dirigía hacia los animales, especialmente los salvajes, que describe con simplicidad y encanto.  También cuenta acerca de los singulares caracteres que convivían en las estancias. Su padre, silencioso e inasequible al desaliento, su paciente madre, los excéntricos empleados europeos y los ovejeros y domadores tehuelches y chilenos, aparecen vívidamente en sus páginas. Todo está presentado a través de los ojos de una niña. Hay aventura, alegrías y tristeza, sobre todo cuando llega la hora del retorno a Inglaterra. 
Mollie Robertson regresó hacia 1923 a su país natal y la adaptación  le llevó más de un año de intenso trabajo. Luego pasó diecinueve años como administrativa en una oficina estatal. Se casó con su jefe, viajó ampliamente por España, Grecia y el Mediterráneo. En 1971 The Sand... se emitió en forma serial por la Radio 4 de la BBC. Mollie consideraba escribir un libro acerca de sus otros viajes cuando falleció en la ciudad donde residía, Westcliff-on-Sea, el 22 de octubre de 1981 a los 72 años de edad.